# Cseh U21-es labdarúgó-válogatott
A Cseh U21-es labdarúgó-válogatott Csehország 21 éven aluli labdarúgó-válogatottja, melyet a cseh labdarúgó-szövetség irányít.

## U21-es labdarúgó-Európa-bajnokság
- 1996: Negyeddöntő
- 1998: nem jutott ki
- 2000:  Ezüstérmes
- 2002: Aranyérmes
- 2004: nem jutott ki
- 2006: nem jutott ki
- 2007: Csoportkör
- 2009: nem jutott ki
- 2011: 4. hely
- 2013: nem jutott ki
- 2015: Csoportkör
- 2017: Csoportkör
- 2019: nem jutott ki
- 2021: Csoportkör

## Olimpiai szereplés
- 1992: Nem jutott ki
- 1996: Nem jutott ki
- 2000: 14. hely
- 2004: Nem jutott ki
- 2008: Nem jutott ki
- 2012: Nem jutott ki
- 2016: Nem jutott ki
- 2020: Nem jutott ki